# La Morella (Sant Llorenç Savall)
|  | Per a altres significats, vegeu «La Morella». |

La Morella, o a vegades també la Morella del Daví, és un monòlit o penyal situat al vessant est del massís de Sant Llorenç del Munt. Es troba al municipi de Sant Llorenç Savall, a la comarca del Vallès Occidental, i el cim té una elevació de 903,1 m.
És dins del límit del Parc Natural de Sant Llorenç del Munt i l'Obac, creat el 1972. Des del 2000 també forma part de l'Inventari d'espais d'interès geològic de Catalunya inventariat com espai d'interès geològic en el conjunt de la geozona Sant Llorenç del Munt i l'Obac, la qual forma part del parc natural majoritàriament.
El vessant est de la Morella és una paret pràcticament vertical que supera els 120 m d'alçada. La paret, més ampla que alta, es presenta abalmada en la seva major part i té un gran replà a la meitat que li és característic. Juntament amb la paret de la Falconera, situada als peus del Montcau, es tracta d'una de les parets més altes de Sant Llorenç del Munt.
Tot i que s'ha escalat en diverses ocasions, actualment està prohibit escalar-hi en qualsevol època de l'any amb l'objectiu de garantir-hi la nidificació d'espècies d'ocells protegits. La normativa va entrar en vigor a finals del 2001 després que es signés l'Acord per a la regulació de l'escalada al Parc Natural de Sant Llorenç del Munt i l'Obac entre la Federació d'Entitats Excursionistes de Catalunya i el Servei de Parcs Naturals.

## Etimologia
En el Diccionari etimològic i complementari de la llengua catalana, del lingüista Joan Coromines, tot i que l'autor no cita explícitament la Morella de Sant Llorenç del Munt en cap moment, fa referència a l'origen etimològic de diversos topònims homònims, d'entre els quals hi ha, per exemple, Morella (municipi del País Valencià) o la Morella (el cim més alt del massís del Garraf). Coromines diu que, "fundada en els fets geogràfics i sense cap dificultat de forma", l'origen d'aquests topònims deriva de «mola» ("tossa entre cingles"), en diminutiu «molella», en què per dissimilació de la -l-ll- es converteix en «morella».

## Situació

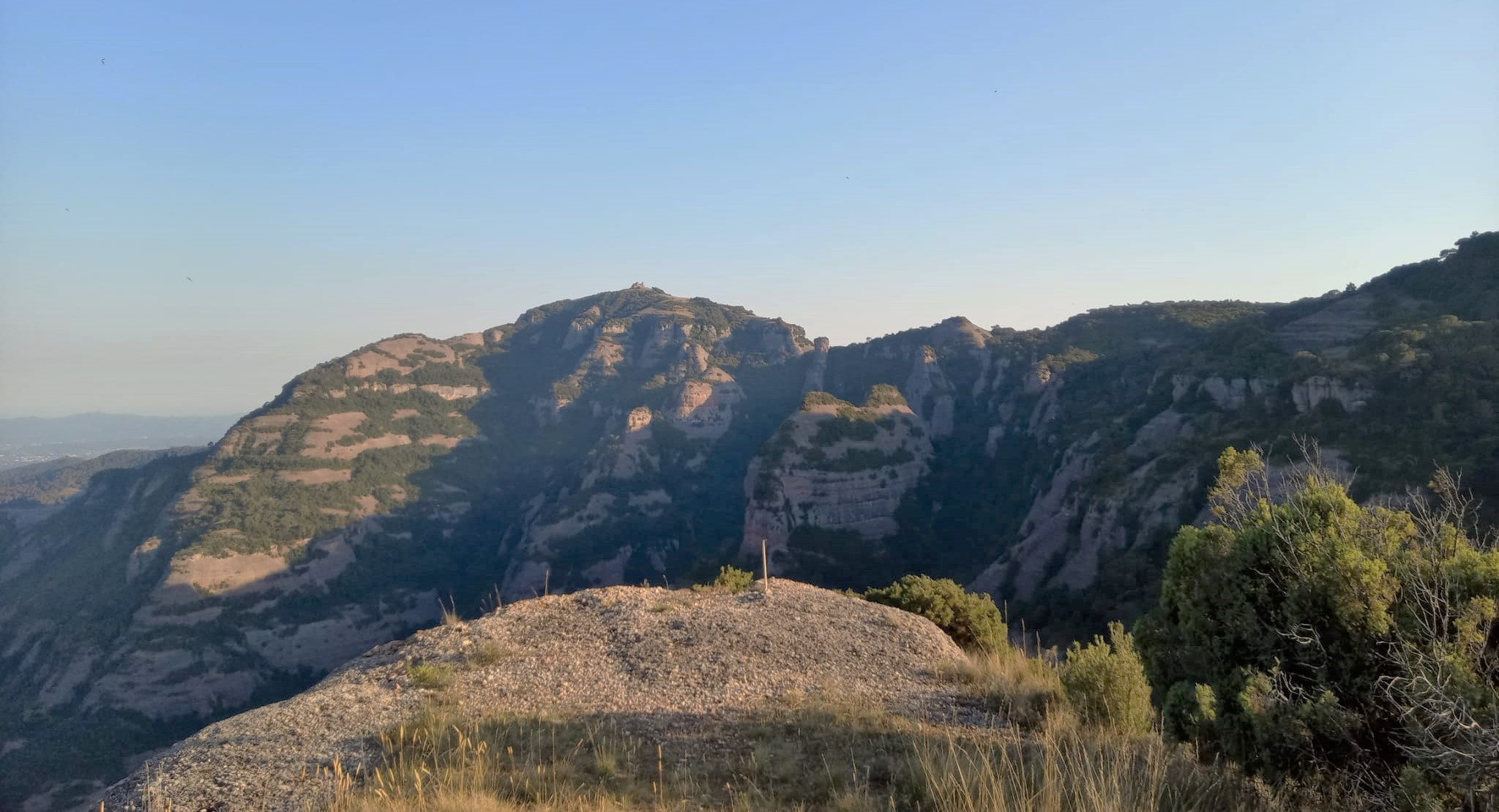
Vistes en direcció sud des del cim de la Morella. D'esquerra a dreta, s'hi veu: el cim de la Mola, el Morral del Drac i el turó de les Nou Cabres just davant en primer pla, el turó d'en Griera i els Òbits.

La Morella és a l'extrem d'un dels contraforts del vessant nord-est de Sant Llorenç del Munt. Aquest contrafort surt de la carena del Pagès, la qual vertebra el massís de sud a nord i que uneix la Mola (1.103 m) i el Montcau (1.056 m), els dos cims més alts del massís. El contrafort surt dels Òbits en direcció nord-est cap a Rocamur.
La Morella es troba a la capçalera de la vall de Mur, una vall que discorre de nord-oest a sud-est, en paral·lel a la vall d'Horta, i que és tributària del riu Ripoll. Al vessant oest de la Morella hi ha dues canals oposades que desaigüen a la vall de Mur, una va en sentit de sud a nord i l'altra, anomenada «canal de la Morella», va de nord a sud.
A uns 100 m cap a l'oest del cim de la Morella hi ha un altre cim de 901,4 m, que queda separat pel coll de la Morella (873,4 m), lloc d'on surten les dues canals en sentit oposat. A uns 550 m en direcció sud hi ha la Cadireta (743,3 m), a uns 900 m cap al sud-sud-oest hi ha el turó de les Nou Cabres, que destaca de manera prominent per tots els seus vessants, i gairebé 1 km en sentit sud-oest hi ha els Òbits. A una mica més de 800 m cap al nord-nord-est hi ha Rocamur (790,4 m), lloc on hi ha les restes d'un castell roquer medieval, i des de Rocamur en sentit sud-est hi ha la serra del Bonaire, on destaquen els turons de Puig Gavatx (682,1 m) i de Pedra d'Àliga (669,3 m). A l'est de la Morella hi ha la vall de Mur, indret on hi ha les masies del Daví i el Dalmau, totes dues citades el segle XII.

## Escalada
La primera ascensió documentada va ser feta el 20 de desembre del 1981 per un grup de set escaladors sabadellencs i terrassencs. La via que van obrir, anomenada «Via dels Amics», surt des del mig de la base de la paret est, just a sota el cim, i arriba al capdamunt de la Morella després d'un recorregut d'uns 160 m de longitud i sis trams d'escalada.
Prèviament, diversos grups d'escaladors ja havien intentat escalar la Morella, tot i que cap grup va aconseguir completar l'ascensió. Un d'aquests intents va ser dut a terme per l'escalador sabadellenc Andreu Sorolla Gisbert i altres escaladors oberturistes sabadellencs però mai van arribar a escalar-la tota per la necessitat de fer servir el burí a la part alta.
El 28 de març del 2001 l'escalador barceloní Armand Ballart va escalar la Morella en solitari per una via de 140 m de llargada que ell mateix va obrir i que va anomenar «Via Aniversari». La via comença per una xemeneia de la part sud de la paret est i que després recorre l'esperó corresponent.